# Титовка (Ростовская область)
Титовка — слобода в Миллеровском районе Ростовской области.
Административный центр Титовского сельского поселения.

## География
Титовка находится на севере Ростовской области, близ границы с Украиной. Климат благоприятный — не очень жарко и не очень холодно. В селе протекает прекрасная и чистая река Деркул (приток Северского Донца)
Рядом с Титовкой расположено украинское село Александровка. Государственная граница между обоими сёлами проходит по высохшему участку русла Деркула. Действует пункт упрощённого пропуска.

### Улицы
| - ул. Гагарина, - ул. Западная, - ул. Заречная, - ул. Колхозная, - ул. Ленина, - ул. Молодёжная, | - ул. Набережная, - ул. Нырненко, - ул. Партизанская, - ул. Победы, - ул. Пушкина, - ул. Садовая, | - ул. Советская, - ул. Степная, - ул. Школьная, - ул. Южная, - пер. Октябрьский, - пер. Фадеева. |

## История
Существует предположение, что на месте современной Титовки находился казачий городок Обливы. Также неизвестно кто основатель слободы Титовка, есть предположение, что это Лукьян Татов (Титов).

## Население
| 2010 |
| ---- |
| 814  |

## Достопримечательности
В Титовке есть храм «Во имя пророка Иоанна Богослова», но к с сожалению он разрушен. Этот Храм яркий пример русско-византийского стиля на Дону. Церковь одна из немногих сохранившихся построек русско-византийского стиля. Выполнена она по типовому проекту № 25 Константина Андреевича Тона, придворного архитектора императора Николая I.
Церковь Иоанна Богослова была построена в 1878 году. Церковь была сооружена однопрестольной. В её приходе были жители близлежащих хуторов Фролов, Наздровский и Александровский. С 1877 года при храме функционировала сельское приходское училище.
За всю свою историю существования храм ни разу не перестраивался.
После октябрьской революции храм был закрыт. В годы Гражданской войны в храме было зернохранилище. В годы Великой Отечественной войны здание храма не пострадало. К настоящему времени в нём сохранились отдельные элементы внутренней росписи, на некоторых окнах стоят первоначальные железные решётки.
В 1966 году церковь согласно решению Миллеровского райисполкома была окончательно закрыта. В храме планировалось открыть сельский клуб, однако его вновь приспособили под склад для зерна. Позже за ненадобностью здание храма было заброшено. В 1990-е годы жители хутора начали собирать средства на реконструкцию храма, однако требуемая сумма в итоге оказалось слишком большой.
В июле 2015 года, во время визита благочинного Миллеровского округа иерея Сергия Сошкина в Титовское сельское поселение, проходило обсуждение вопроса о необходимости создании на территории села молитвенной комнаты. Было подобрано помещение и утверждён план его реконструкции, обустройства в нём молитвенной комнаты. После осмотра разрушенного храма в Титовке, было принято решение о начале сбора информации о возможности реставрации храма.
В настоящее время в музее титовской средней школы бывшему храму отведено особое место. Там хранится один из трёх колоколов, снятых в 1960-е годы.